# ウィリアムズ・JPH01
ウィリアムズ・JPH01は、ウィリアムズF1が設計し、イングランド・エセックス州のマウンチューン・レーシングが2009年のFIA F2選手権用に開発したフォーミュラカー。2009年の開幕戦から2011年シーズンまで使用された。
2012年に使用された、マイナーチェンジ版であるJPH1Bについても本記事で述べる。

## JPH01

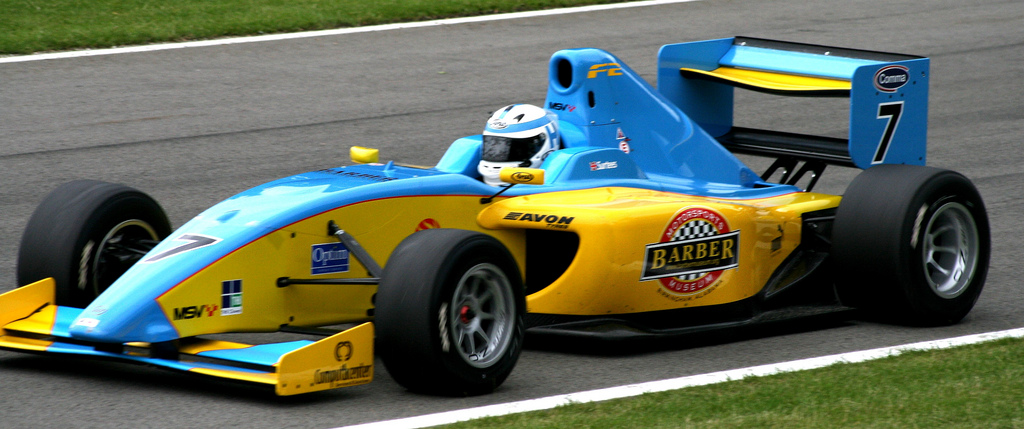
ヘンリー・サーティースがドライブするJPH01

JPH01の開発において、先行マシンの後方を走行していても、フロントエンドのダウンフォースを犠牲にすることなく高レベルのダウンフォースを達成することが目標とされた。シャーシはグラウンドエフェクトを活用したデザインとなっている。時速150マイル（約時速241 km）におけるダウンフォースは2,000ポンド（約908 kg）以上を発生する。
エンジンはFormula Palmer Audiマシンと同じ量産ユニットをベースにしているが、フォーミュラ2専用として開発された。エンジンには、強度と重量を最適化するために、クランクシャフト、コンロッド、ピストン、バルブトレインが新設計された。
最大馬力は約400馬力だが、レースあたり6秒間のパワーブースト機能を10回使用することができる。ブースト使用時は最大450馬力となる。
2009年3月2日にブランズハッチで発表され、その場でシェイクダウンされた。

### スペック

#### シャーシ
- シャーシ名 JPH01
- モノコック 2005年版フォーミュラ1安全基準適合
- ボディワーク カーボンファイバー製
- ホイールベース 2,885 mm
- 前トレッド 1,590 mm
- 後トレッド 1,475 mm
- ブレーキ AP
- クラッチ AP
- ホイール O・Z
- タイヤ エイヴォン（フロント：250/570-13 リヤ：300/600-13）
- ギアボックス ヒューランドTMT6速+リバース1速セミオートマチック
- エンジン・ギヤボックスマネージメント PiリサーチペクテルMQ12 ECU
- データ記録 Piリサーチ
- 車重 570 kg

#### エンジン
- エンジン名 アウディ
- 気筒数 直列4気筒ターボ
- 排気量 1,781 cc
- 最大馬力 400馬力（ブースト時450馬力）/8,250回転時
- ターボ ギャレット（英語版）GT35ローラーベアリング・ユニット
- バルブ数 20バルブ（5バルブ/シリンダー）
- ピストンボア 81.0 mm
- ストローク 86.4 mm
- エンジンマネージメント ペクテルMQ12 ECU

## JPH1B
前述のJPH01の実戦投入から3シーズンが経過し、シャシーの更新時期を迎えたことから、2012年よりマイナーチェンジ版であるJPH1Bが投入される。
JPH1Bでは空力等のリファインや、主にギアボックス周りを中心とした約25kgの軽量化などが行われている。またエンジン馬力も通常時で約425馬力、ブースト時約500馬力と向上している。これに加えワンメイクタイヤの供給元がエイヴォンから横浜ゴム（ADVAN）に変更されたことなども合わせ、2011年12月にバルセロナ（カタロニア・サーキット）で行われたテストでは、JPH01と比べ1周当たり約2.3秒ラップタイムが向上したとしている。
FIA F2選手権自体が2012年限りで終了したため、使用されたのは1シーズンのみだった。